# Асука Кембрідж
Асука Кембрідж (яп. ケンブリッジ 飛鳥, нар. 31 травня 1993) — японський спринтер, срібний призер Олімпійських ігор 2016 року.

## Виступи на Олімпіадах
| Олімпіада           | Дисципліна            | Місце |
| ------------------- | --------------------- | ----- |
| Ріо-де-Жанейро 2016 | 100 метрів            | 21    |
| Ріо-де-Жанейро 2016 | естафета 4×100 метрів | 2     |

## Зовнішні посилання
- Асука Кембрідж — олімпійська статистика на сайті Sports-Reference.com (англ.) (архівна версія)